# 玛纳特

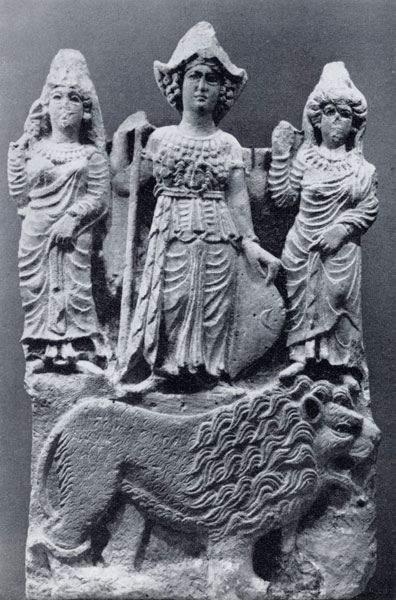
三女神像

玛纳特（Manat；阿拉伯語：منات），中文又译作默那，為麥加的三大女神，阿拉伯神话传说中的命运及复仇女神，希夏姆·伊本·卡勒比（Hishām Ibn al-Kalbī）的《偶像之書》（Kitāb al-Asnām）指出瑪那特是三大女神中歷史最古老的。
瑪納特的神像被塑立在麥加、麥地那之間，鄰近鄰近庫戴德（Qudayd）的穆沙勒（al-Mushallal）。瑪納特受到古代阿拉伯半岛北部和中部的崇拜，為地下王国的女神，負責保护墓地的安宁。在纳巴泰邦是墓葬之神。纳巴泰和巴尔米拉把她同希腊女神梯刻和涅墨西斯相等同。叙利亚沙漠的阿拉伯神谱中，她是安拉和阿里拉特之女，乌扎的姐妹。在阿拉伯中部，她是安拉的长女，阿里拉特之姐。在阿拉伯中部的南方，她是乌扎之女。玛纳特很可能是麦地那城的保护女神和女王，她的神庙是部落会议的中心。同時他也被認為與希臘神柯羅諾斯（時間之神），密特拉教、祖爾萬派有關。

## 起源
伊斯兰教兴起之前，阿拉伯半岛主要盛行原始多神教，相信万物有灵，膜拜大自然、动植物、祖先、精灵及其它偶像等等，阿里拉特(太阳神)、乌扎(即万能神)和玛纳特(即命运神)三大女神尤受崇拜，其中：玛纳特是一个主管命运的女神，其名字代表早期宗教时期的生活。她的主要圣坛包括麦加与麦地那间“古戴德”的一块黑石。作为一个神灵，在希志尔发现的奈伯特(Nabataei)铭文中，记载了她的名字。因闪族人是由母系血统面构成亲属原始关系，家庭最初实行女族长制，因此，阿拉伯人原始宗教偶像中，首先是崇拜女神，后来才崇拜男神。在穆罕默德传播伊斯兰教之际，古莱什族人依然视三位女神地位很高，称她们是“真主的女儿”。为此，《古兰经》予以严斥批驳。公元630(伊斯兰教历8年)年初，穆罕默德率领穆斯林大军光复麦加，为坚信“万物非主，唯有安拉”的“统一论”，把在麦加城克尔白寺包括三女神在内的360个偶像全部捣毁。《古兰经》第17章“夜行(伊斯拉)”第81节说：“真理已降临，虚妄已消灭”
《古兰经》中记叙了斥责多神教徒段落，其中反驳这三位女神：“告诉我吧！阿里拉特和乌扎，以及排行第三，也是最差的玛纳特，怎么可能是真主的女儿呢?难道男孩归你们，女孩却要归真主吗？这是否是公平的分配。这些偶像只是你们和你们的祖先所定的名称，真主并未确认，她们只是臆想和私欲的产物...，难道人们希望什么就有什么?后世和今世，一切都归真主。”。

## 扩展阅读
- 阿拉伯通史
- 伊斯兰教的教义教规